# Prove It All Night
Prove It All Night är en låt skriven och framförd av Bruce Springsteen från hans album Darkness On The Edge Of Town från 1978. Sången släpptes även som hans första singel från albumet och nådde som bäst plats 33 på Billboard Hot 100 i USA. Under 1978 års turné spelade man en elva minuter lång version av låten som började med ett långt gitarr- och pianointro och avslutades med orgel, gitarr och trummor som spelas men som inte hörs på studioversionen av låten. På senare turnéer har man dock spelat låten mer likt den ursprungliga versionen av sången.